# Thierry Cornillet
Thierry Cornillet este un om politic francez, membru al Parlamentului European în perioada 1999-2004 din partea Franței. 
1. ↑  Thierry Cornillet, base Sycomore, accesat în 9 octombrie 2017
2. 1 2 3  Deputații în Parlamentul European